# Padborg Park
Padborg Park is een racecircuit in Padborg, Denemarken.